# Unskinny Bop
Unskinny Bop es un sencillo de la banda estadounidense Poison, del álbum Flesh & Blood de 1990. Fue el sencillo más exitoso del álbum y el segundo más exitoso en la carrera de Poison, llegando al #3 del Billboard Hot 100. Fue lanzado en julio de 1990 y fue certificado Oro en ventas.

## Posicionamiento en listas
- Australian ARIA Charts #7
- Dutch Mega Top 50 #34
- Swedish Singles Charts #19
- Billboard Hot 100 #3
- U.K. Singles Charts #15
- Billboard Hot Mainstream Rock Tracks #5